# Olmedo-Zamora–Galicia nagysebességű vasútvonal

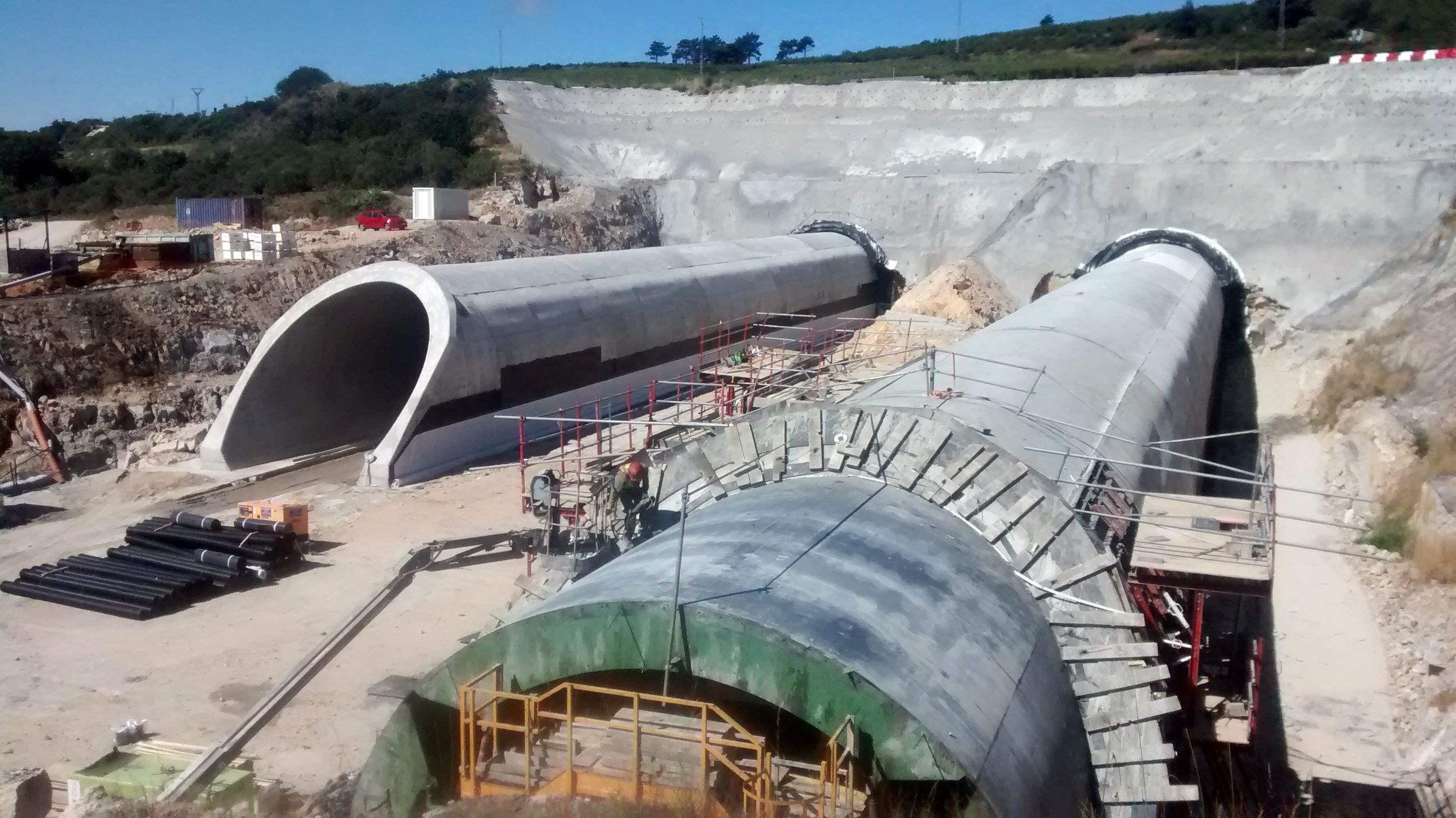
A vonal épülő alagútja

Az Olmedo-Zamora–Galicia nagysebességű vasútvonal egy 1668 mm-es nyomtávolságú, 434,86 km hosszú, 25 kV 50 Hz áramrendszerrel villamosított nagysebességű vasútvonal Spanyolországban Olmedo-Zamora és Santiago de Compostela között. A vonalon a megengedett legnagyobb sebesség 350 km/h.
A vasútvonal folytatása a Madrid–Valladolid nagysebességű vasútvonal.
A vonalon a nyomtávváltásra is képes RENFE 730 sorozatú nagysebességű Talgo motorvonatok közlekednek.

## Balesetek

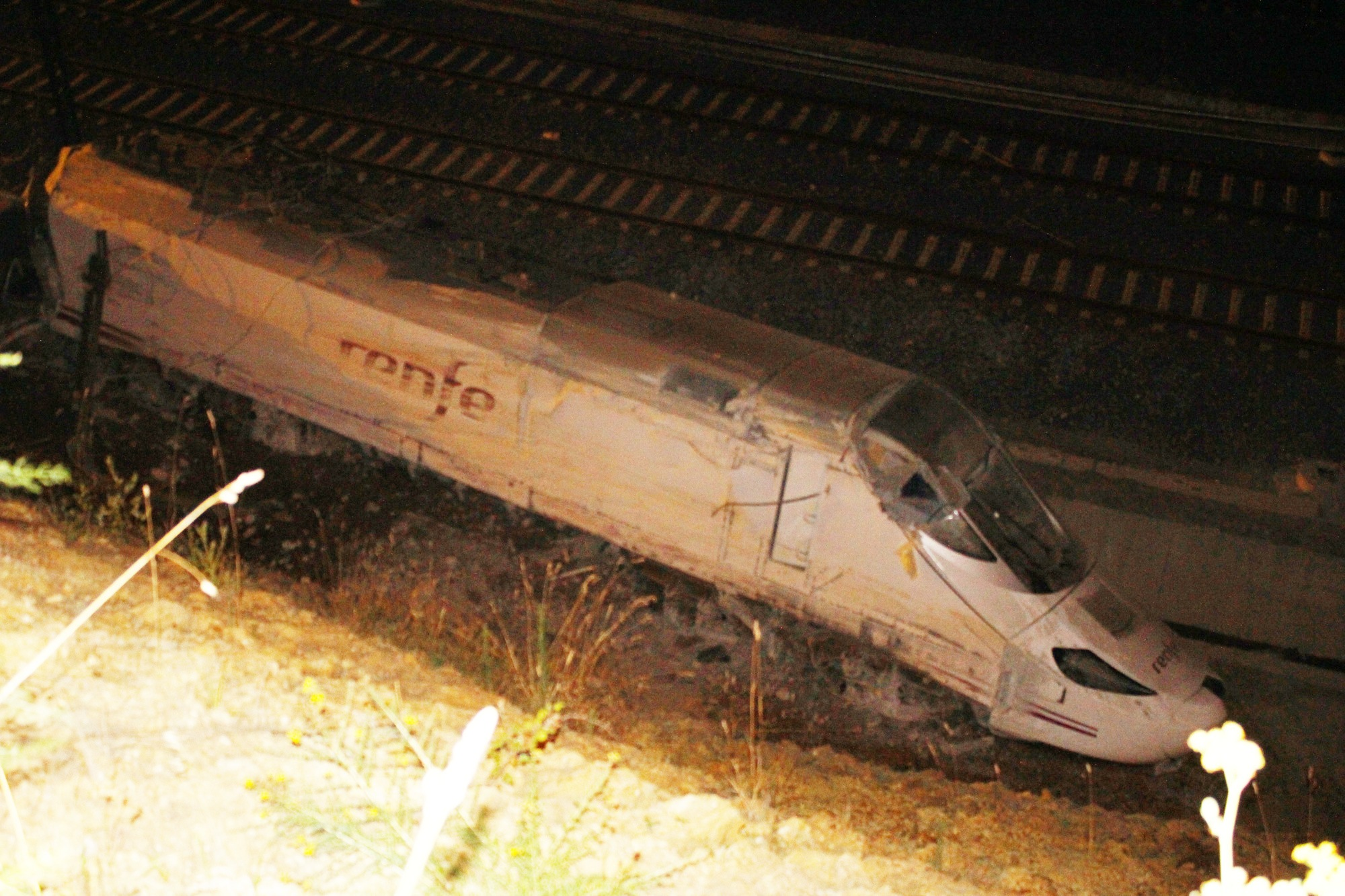
A balesetben kisiklott vonat vonófeje

A Santiago de Compostela-i vasúti baleset 2013. július 24-én történt Spanyolországban, amikor a Madridból Ferrolba tartó RENFE 730 sorozatú Alvia gyorsvonat három kilométerre a Santiago de Compostela-i állomástól egy ívben kisiklott. A vonaton 218 utas és négy főnyi személyzet utazott. A balesetben 79-en meghaltak, és több mint százan megsérültek.